# Leichentuch

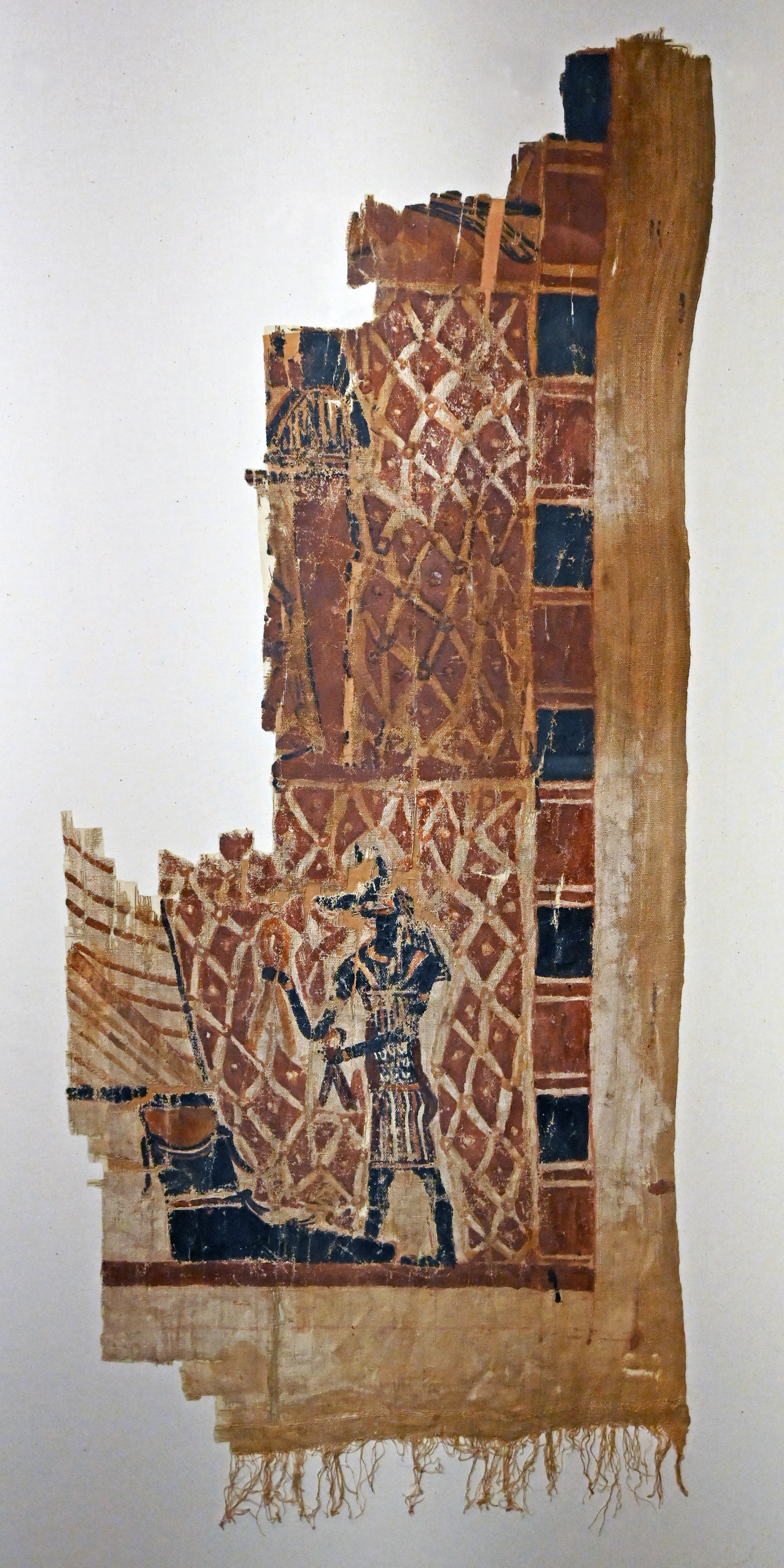
Bemaltes Leichentuch aus Leinen, Abusir el-Meleq, 2. Jh. n. Chr.

Ein Leichentuch ist das meist aus Baumwolle, Leinen oder Seide gefertigte Tuch, in das Verstorbene zur Bestattung eingewickelt werden.

## Geschichte
Die Verwendung von Leichentüchern ist bereits in altägyptischer Zeit belegt. Um Rang und Beruf des Toten zu demonstrieren, wurde dieser mitunter in aufwändiger Bekleidung bestattet; daneben kam jedoch früh die Sitte auf, den Verstorbenen in einfache Tücher zu wickeln, nicht zuletzt, weil die Bestattung in teuren Kleidern für die Hinterbliebenen eine finanzielle Belastung darstellte.
In der jüdischen Religion ist seit dem 2. Jahrhundert die Bestattung in einfachen, weißen Leichentüchern (Tachrichim) vorgeschrieben und auch im frühen Christentum wurde die Bestattung in Leinentüchern empfohlen und lediglich Bischöfe und Monarchen waren hiervon ausgenommen. Auch die islamische Religion übernahm diese Bestattungssitte, wobei auch eine Rolle spielt, dass Holzsärge sich im trockenen und heißen Klima schlecht zersetzen. Orthodoxe Christen verwenden Leichentücher bis heute, meist dekoriert mit einem Kreuz und einem Trisagion. Zu den Leichentüchern zählt auch das Epitaphios, das in der orthodoxen Kirche in der Karfreitagsliturgie Verwendung findet.
Im katholischen Christentum waren Leichentücher bis zur Renaissance weit verbreitet und wurden dann zunehmend von Totenhemden abgelöst.

## Machart
Leichentücher sind in der Regel recht einfach gehalten, um die Gleichheit des Menschen vor Gott zu symbolisieren, es kommen jedoch auch Stickereien vor, die in der islamischen und jüdischen Tradition immer von Hand ausgeführt werden. Im Islam sind verschiedene einzelne Tücher üblich, die den dortigen Vorschriften entsprechend die entsprechenden Körperpartien umhüllen. Im Judentum kommt noch eine Art Anzug aus Leinen hinzu, der den kompletten Körper, also auch Hände, Füße und Kopf, bedeckt.

## Leichentuch von Turin
Zu den bekanntesten Leichentüchern zählt das Turiner Grabtuch, das von Gläubigen als das Tuch verehrt wird, mit dem Jesus von Nazareth eingewickelt worden sein soll; die Authentizität dieser Reliquie ist jedoch mehr als fraglich, da eine Radiokohlenstoffmessung von 1988 es auf die Zeit zwischen 1260 und 1390 datiert.